# Смолинське (округ Сениця)
Смолинське (словац. Smolinské) — село, громада округу Сениця, Трнавський край. Кадастрова площа громади — 15.69 км².
Населення 915 осіб (станом на 31 грудня 2020 року).

## Історія
Смолинське згадується 1392 року.

## Населення
| Рік:            | 1994. | 2004.   | 2014.   | 2024.   |
| --------------- | ----- | ------- | ------- | ------- |
| Кількість осіб: | 958   | 968     | 937     | 920     |
| Різниця:        |       | +1,04 % | -3,20 % | -1,81 % |

| Рік:            | 2023. | 2024.   |
| --------------- | ----- | ------- |
| Кількість осіб: | 914   | 920     |
| Різниця:        |       | +0,65 % |